# Gebenbach
Gebenbach est une commune de Bavière (Allemagne), située dans l'arrondissement d'Amberg-Sulzbach, dans le district du Haut-Palatinat, située à 14 km à l'est de Sulzbach-Rosenberg et à 16 km au nord d'Amberg.
La commune appartient à la communauté administrative d'Hahnbach.

Situation de Gebenbach dans l'arrondissement d'Amberg-Sulzvbach